# Josiane Soloniaina
Josiane Patricia Soloniaina, née le 25 avril 1978, est une lutteuse malgache.

## Carrière
Josiane Patricia Soloniaina est médaillée de bronze des moins de 59 kg aux Jeux africains de 2003, médaillée d'or des moins de 67 kg aux Jeux des îles de l'océan Indien 2007, médaillée d'argent des moins de 67 kg aux Championnats d'Afrique 2008 et médaillée de bronze des moins de 72 kg aux Championnats d'Afrique 2012. Elle participe également aux Jeux olympiques d'été de 2012.